# تئاتر دولتی کمدی موزیکال جمهوری آذربایجان
تئاتر دولتی کمدی موزیکال جمهوری آذربایجان (ترکی آذربایجانی: Azərbaycan Dövlət Musiqili Teatrı) یکی از پیشتازترین و بزرگ‌ترین تئاترهای موزیکال در جمهوری آذربایجان می‌باشد. عمدتاً نمایش‌های کمدی موزیکال در این تئاتر روی صحنه می‌روند.

## تاریخچه
تاریخ پیدایش ژانر ملی کمدی موزیکال آذربایجانی به اوایل قرن ۲۰ میلادی بازمی‌گردد. علاوه بر اپرا بانی این ژانر نیز عزیر حاجی‌بیگف تلقی می‌شود. اولین نمایش کمدی موزیکال در آذربایجان که عزیر حاجی‌بیگف تحت عنوان «شوهر و زن» نوشته بود، در بنای سیرک براداران «نیکت» در ۲۴ مه سال ۱۹۱۰ رقم خورد. با این نمایش بنیان کمدین موزون در آذربایجان نهاده شد.
در بین سال‌های ۱۹۱۱ تا ۱۹۱۳ کمدین‌های موزیکال «آرشین مال آلان» و «او اولماسین بو السون» عزیر حاجی‌بیگف روی صحنه رفتند. تا وقوع انقلاب روسیه، نمایش چند اثر نیز در این تئاتر محقق گردید. در همان نمایش‌ها، روابط فئودالانه و پدرسالارانه، نابرابری اجتماعی، فقدان حقوق زنان، رشوه‌خواری، جهل و غیره… که از مشکلات عمده آن روزگار در جامعه بودند، پرده برداشته و به باد انتقاد شدید گرفته می‌شدند.
در سال ۱۹۳۸، «سلطان داداشف» اپرت «متأهل مجرد» ذوالفقار حاجی‌بیف را با انجام تغییراتی به صورت نمایش درآورد. اولین نمایش در ۳۰ مه سال ۱۹۳۸ در پارک نظامی گنجوی کنونی به نمایش گذاشته شد. هنگام برگزاری این نمایش، روی پوستر و در بخش بالایی برنامه «تئاتر موزیکال آذربایجان» نوشته شده بود.
در دوران جنگ جهانی دوم، بعد از حمله فاشیست‌ها به شوروی در ۲۲ ژوئن سال ۱۹۴۱، مولفهٔ فعالیت و شیوه کاری تئتر دوباره تشکیل و با اعطاء اجازه عملکرد «تبلیغ» به کارکنان، نام آن به «تئاتر دولتی تبلیغ آذربایجان» تغییر داده شد.
در ۲۹ اوت سال ۱۹۴۱، بر اساس دستور رهبران آذربایجان شوروی، عملکرد تبلیغ تئاتر سلب و نام آن مجدداً تئاتر موزیکال آذربایجان گذاشته شد. در ۲۷ آوریل سال ۱۹۴۳، شمسی بدل‌بیگلی به ریاست آن گماشته شد. در ماه اوت سال ۱۹۴۳، نام جلیل محمدقلی‌زاده، نمایشنامه‌نویس سرشناس آذربایجانی و بنیان‌گذار نشریه ملانصرالدین به تئاتر گذاشته شد.